# Rue Tronson-du-Coudray (Paris)
Pour les articles homonymes, voir Rue Tronson-du-Coudray.
La rue Tronson-du-Coudray, parfois écrit rue Tronson-Ducoudray  est une voie du 8e arrondissement de Paris, en France.

## Situation et accès
La rue Tronson-du-Coudray est une voie publique située dans le 8e arrondissement de Paris. Elle débute au 25, rue Pasquier, face au passage Puteaux, et se termine au 52, rue d'Anjou.
Le quartier est desservi par la ligne 9 à la station Saint-Augustin.

## Origine du nom

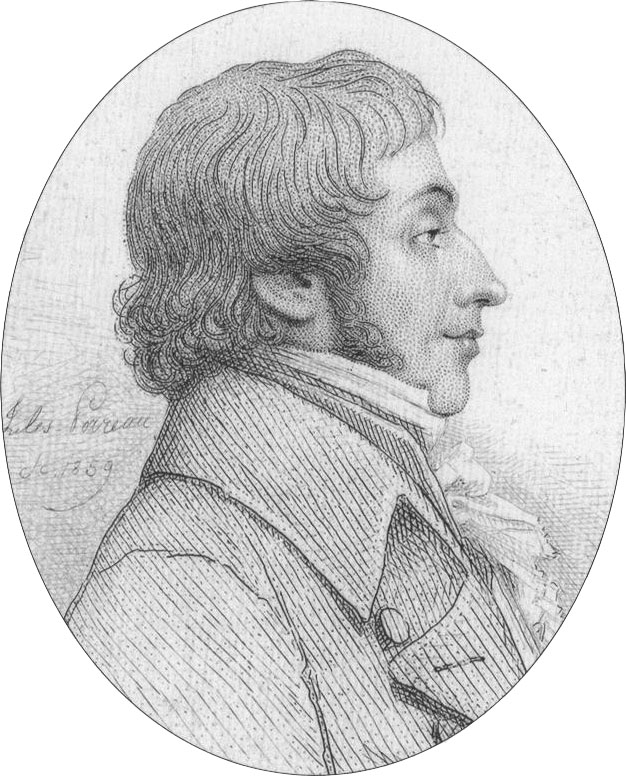
Alexandre Tronson du Coudray.

Elle est nommée en l'honneur de Guillaume Alexandre Tronson du Coudray (1750-1798), l'un des défenseurs de Marie-Antoinette. 

## Historique
Cette voie est ouverte par une délibération du Corps municipal du 16 février 1792 sous le nom de « rue Notre-Dame de Grâce », sur l’emplacement du couvent du même nom, et prend sa dénomination actuelle par un décret du 27 février 1867.

## Bâtiments remarquables et lieux de mémoire

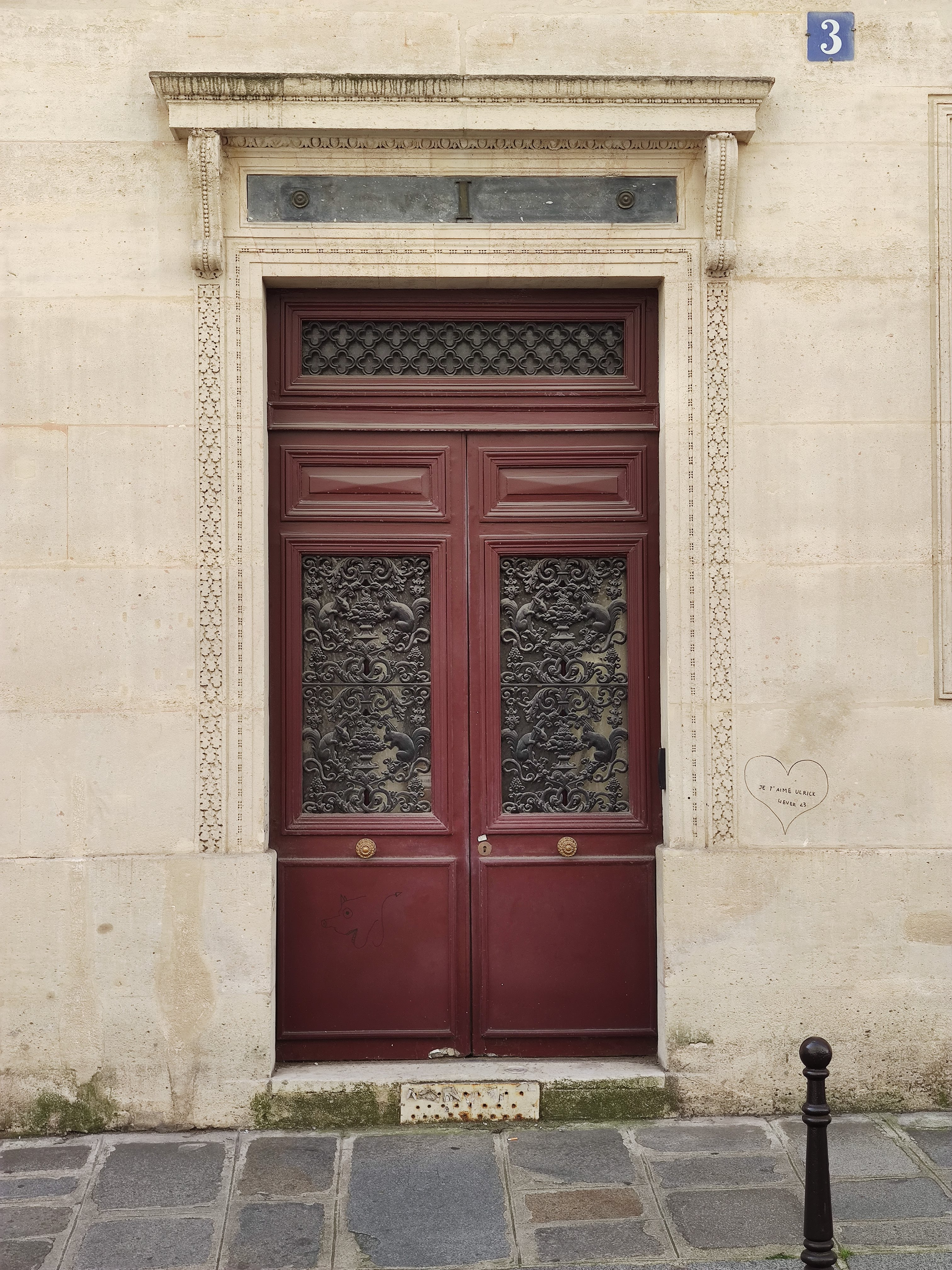
No 3.

- No 3 : lieu ou fut assassiné l'huissier Toussaint-Auguste Gouffé par le couple Michel Eyraud et Gabrielle Bompart, point de départ de l'une des affaires criminelles les plus médiatisées à la fin du XIXe siècle en France[3].